# ジェレミー・ハーミッダ
- ジェレミー・ハーミダ
- ジェレミー・ハーミーダ

ジェレミー・ライアン・ハーミッダ（Jeremy Ryan Hermida, 1984年1月30日 - ）は、アメリカ合衆国・ジョージア州アトランタ出身のプロ野球選手（外野手）。右投左打。
姓のHermidaはアメリカではアーミダないしアーミーダと発音される。

## 経歴
父親の指導で4歳にして左打ちに変え、13歳から木製バットを使い始めた。また、元メジャーリーガーのテリー・ハーパーから個人指導を受けるなど幼いころから英才教育を施される。高校時代はエリック・チャベス以来の高校球界最高の打者としてスカウトから注目された。

### プロ入りとマイナー時代とマーリンズ時代
2002年のMLBドラフトでフロリダ・マーリンズから1巡目指名（全体11位）され、プロ入り。
マイナーでの最初の3年間は、わずか16本塁打だった。
2005年のAA級カロライナ・マドキャッツ昇格後は、18本塁打を放った。また、23盗塁を記録するなどスピードも見せつけた。選球眼もよく、リーグトップの111四球・出塁率.457を記録した。7月にはマイナーリーグ全体のオールスターに出場。AA級のオールスターではMVPにも輝いた。
8月31日にメジャーに初昇格。同日のセントルイス・カージナルス戦の7回無死満塁で代打出場し、初打席初本塁打を放った。メジャーデビュー戦初打席満塁本塁打は、1898年のビル・ダグルビー以来107年ぶり史上2人目の珍事だった。

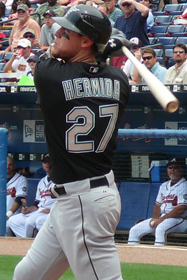
フロリダ・マーリンズ時代
(2007年6月5日)

2006年は、6月に打率.345、1本塁打を記録したが、故障も重なり99試合の出場に終わる。
2007年は、前半戦は打率.231、8本塁打を喫するも、後半戦は打率.340、10本塁打、OPS.956を残し9月から3番に定着。ドントレル・ウィリスはその様子について「3番で気持ちよさそうにプレーしている。入団時の評価が高かったから、周囲は彼に厳しかった。今の彼は再び力を証明しようと決意を秘めているように見える。今後は年間を通して試合に出れば30本塁打は打つんじゃないかな」と語った。
2008年は、7月に7本塁打を放ったものの、5月以降は打率.280を越える月はなく低調な成績に終わった。
2009年も前半戦は打率.255、10本塁打、OPS.744に終わり、8月には打率.312、2本塁打、OPS.855を残すものの、故障により9月以降は8試合の出場に終わる。

### レッドソックス時代
2009年11月5日、ハンター・ジョーンズ、ホセ・アルバレスとのトレードでボストン・レッドソックスへ移籍した。
2010年は前半戦打率.217、5本塁打、OPS.652に終わり、8月31日に解雇される。

### アスレチックス時代
2010年9月3日にオークランド・アスレチックスとマイナー契約を結んだ。9月7日にメジャーに昇格した。

### レッズ時代
2011年1月4日にシンシナティ・レッズとマイナー契約を結びスプリングトレーニングに招待選手として参加した。4月18日にメジャーに昇格した。

### パドレス時代
2011年8月31日にウェイバー公示を経てサンディエゴ・パドレスに移籍。12月12日にFAとなったが、12月19日にパドレスと再契約した。
2012年8月29日に放出された。

### インディアンス傘下時代
2013年2月5日にクリーブランド・インディアンスとマイナー契約を結んだ。11月5日にFAとなった。

### ブルワーズ傘下時代

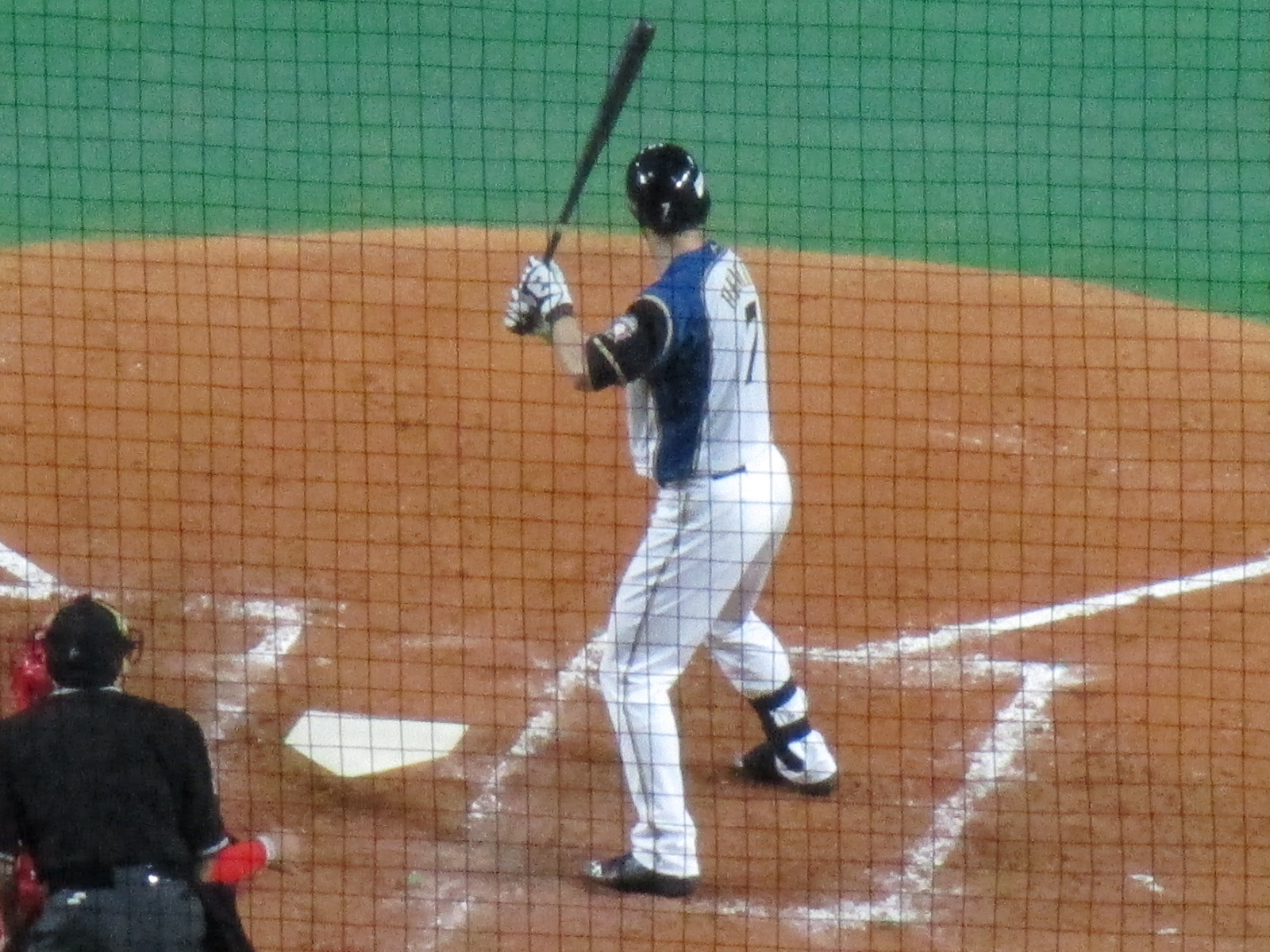
日本ハム時代（2015年3月17日）

2014年1月25日にミルウォーキー・ブルワーズとマイナー契約を結んだ。オフにFAとなった。12月9日には、北海道日本ハムファイターズが獲得を目指していると報じられた。

### 日本ハム時代
2014年12月12日に北海道日本ハムファイターズと契約合意した事が発表された。
2015年は50試合の出場にとどまり、打率.211、1本塁打、18打点の成績に終わった。11月2日に自由契約公示された。

## 選手としての特徴
打球を広角に打ち分けるラインドライブヒッターで、446フィート（約135メートル）の本塁打も記録した長打力と選球眼も持ち味とする。好不調の波が激しい他、メジャー通算で右投手に対しては打率.264と得意とするが、左投手の変化球に弱く、左投手に対しては打率.234と苦手とする。

## 詳細情報

### 年度別打撃成績
| 年 度    | 球 団    | 試 合 | 打 席 | 打 数 | 得 点 | 安 打 | 二 塁 打 | 三 塁 打 | 本 塁 打 | 塁 打 | 打 点 | 盗 塁 | 盗 塁 死 | 犠 打 | 犠 飛 | 四 球 | 敬 遠 | 死 球 | 三 振 | 併 殺 打 | 打 率 | 出 塁 率 | 長 打 率 | O P S |
| -------- | -------- | ----- | ----- | ----- | ----- | ----- | -------- | -------- | -------- | ----- | ----- | ----- | -------- | ----- | ----- | ----- | ----- | ----- | ----- | -------- | ----- | -------- | -------- | ----- |
| 2005     | FLA      | 23    | 47    | 41    | 9     | 12    | 2        | 0        | 4        | 26    | 11    | 2     | 0        | 0     | 0     | 6     | 1     | 0     | 12    | 1        | .293  | .383     | .634     | 1.017 |
| 2006     | FLA      | 99    | 348   | 307   | 37    | 77    | 19       | 1        | 5        | 113   | 28    | 4     | 1        | 2     | 1     | 33    | 3     | 5     | 70    | 6        | .251  | .332     | .368     | .700  |
| 2007     | FLA      | 123   | 484   | 429   | 54    | 127   | 32       | 1        | 18       | 215   | 63    | 3     | 4        | 1     | 3     | 47    | 2     | 4     | 105   | 10       | .296  | .369     | .501     | .870  |
| 2008     | FLA      | 142   | 559   | 502   | 74    | 125   | 22       | 3        | 17       | 204   | 61    | 6     | 1        | 1     | 1     | 48    | 5     | 7     | 138   | 12       | .249  | .323     | .406     | .729  |
| 2009     | FLA      | 129   | 491   | 429   | 48    | 111   | 14       | 2        | 13       | 168   | 47    | 5     | 2        | 0     | 2     | 56    | 4     | 4     | 101   | 6        | .259  | .348     | .392     | .740  |
| 2010     | BOS      | 52    | 171   | 158   | 14    | 32    | 8        | 0        | 5        | 55    | 27    | 1     | 0        | 0     | 1     | 12    | 0     | 0     | 45    | 0        | .203  | .257     | .348     | .605  |
| 2010     | OAK      | 21    | 68    | 64    | 5     | 16    | 4        | 0        | 1        | 23    | 2     | 0     | 0        | 0     | 0     | 4     | 0     | 0     | 13    | 5        | .250  | .294     | .359     | .653  |
| '10計    | OAK      | 73    | 239   | 222   | 19    | 48    | 12       | 0        | 6        | 78    | 29    | 1     | 0        | 0     | 1     | 16    | 0     | 0     | 58    | 5        | .216  | .268     | .351     | .619  |
| 2011     | CIN      | 10    | 18    | 18    | 2     | 2     | 0        | 0        | 1        | 5     | 6     | 0     | 0        | 0     | 0     | 0     | 0     | 0     | 7     | 0        | .111  | .111     | .278     | .389  |
| 2011     | SD       | 20    | 48    | 40    | 3     | 9     | 2        | 1        | 1        | 16    | 6     | 0     | 0        | 0     | 0     | 7     | 0     | 1     | 19    | 0        | .225  | .354     | .400     | .754  |
| '11計    | SD       | 30    | 66    | 58    | 5     | 11    | 2        | 1        | 2        | 21    | 9     | 0     | 0        | 0     | 0     | 7     | 0     | 1     | 26    | 0        | .190  | .288     | .362     | .650  |
| 2012     | SD       | 13    | 27    | 24    | 2     | 6     | 1        | 1        | 0        | 9     | 2     | 1     | 0        | 0     | 0     | 3     | 1     | 0     | 7     | 0        | .250  | .333     | .375     | .708  |
| 2015     | 日本ハム | 50    | 192   | 166   | 12    | 35    | 8        | 1        | 1        | 48    | 18    | 1     | 1        | 0     | 0     | 24    | 0     | 2     | 60    | 1        | .211  | .318     | .289     | .607  |
| MLB：8年 | MLB：8年 | 632   | 2261  | 2012  | 248   | 517   | 104      | 9        | 65       | 834   | 250   | 22    | 8        | 4     | 8     | 216   | 16    | 21    | 517   | 40       | .257  | .334     | .415     | .749  |
| NPB：1年 | NPB：1年 | 50    | 192   | 166   | 12    | 35    | 8        | 1        | 1        | 48    | 18    | 1     | 1        | 0     | 0     | 24    | 0     | 2     | 60    | 1        | .211  | .318     | .289     | .607  |

- 2018年度シーズン終了時

### 記録
NPB
- 初出場・初先発出場：2015年3月27日、対東北楽天ゴールデンイーグルス1回戦（札幌ドーム）、5番・右翼手で先発出場
- 初安打：同上、5回裏に則本昂大から右前安打
- 初打点：2015年3月28日、対東北楽天ゴールデンイーグルス2回戦（札幌ドーム）、4回裏にケニー・レイから左前適時打
- 初本塁打：2015年4月3日、対オリックス・バファローズ1回戦（京セラドーム大阪）、7回表にブランドン・ディクソンから左越ソロ
- 初盗塁：2015年5月13日、対埼玉西武ライオンズ6回戦（札幌ドーム）、8回裏に二盗（投手：増田達至、捕手：炭谷銀仁朗）

### 背番号
- 27 (2005年 - 2009年)
- 32 (2010年 - 同年途中)
- 45 (2010年途中 - 同年終了)
- 26 (2011年 - 同年途中)
- 47 (2011年途中 - 2012年)
- 7 (2015年)